# کازوشیتو مانابه
کازوشیتو مانابه (انگلیسی: Kazushito Manabe؛ زادهٔ ۱۲ اکتبر ۱۹۵۸) ورزشکار وزنه‌برداری اهل ژاپن است.
وی در مسابقات کشوری و بین‌المللی در مجموع برندهٔ ۱ مدال طلا، ۱ مدال نقره، ۳ مدال برنز شده‌است.